# Zach DeLoach
Zachary Dixon DeLoach (Irving, Texas, 18 de agosto de 1998), más conocido como Zach DeLoach, es un jugador profesional estadounidense de béisbol que se desempeña en la posición de jardinero derecho en Chicago White Sox, equipo de las Grandes Ligas de Béisbol (MLB).

## Carrera
En 2024, DeLoach hizo su debut en la MLB con el equipo Chicago White Sox, donde lleva jugando una temporada.